# Château de Thomas Burnet
Le château de Thomas Burnet se trouve sur la commune de Gallargues-le-Montueux. Il fait l’objet d’une inscription au titre des monuments historiques depuis le 11 juin 2001.
Construit dans le quartier dit « des Fontaines », le château de Thomas Burnet est une bastide languedocienne à laquelle ses jardins, donnent un aspect de villa italienne.

## Architecture
Le bâtiment principal de style Louis XVI a été adossé à une métairie plus ancienne. La maison a gardé sa structure d'époque, la pièce maîtresse est incontestablement l'escalier monumental.
De part et d'autre du batiment central, deux jardins inscrits eux aussi à l'inventaire des monuments historiques: le jardin sur l'avant, délimité par deux grands portails d'époque Louis XVI, garde son dessin de buis d'origine. Le jardin à l'arrière ne garde que des traces du jardin à la française qui existait encore dans les années 1940.

## Histoire
Thomas Burnet est né à Banff, en Écosse, dans une famille protestante, dans les années 1734. Il s'installe dans le midi de la France aux alentours de 1750 pour faire du commerce maritime entre Sète et le Royaume-Uni. En 1758, il épouse Élisabeth Valz, issue d'une vieille famille protestante de Gallargues, enrichie dans le commerce à Nîmes. C'est à cette occasion que la maison de Gallargues sera construite. Thomas Burnet sera maire de Gallargues de 1795 à 1803.